# 8750 Nettarufina
8750 Nettarufina è un asteroide della fascia principale. Scoperto nel 1960, presenta un'orbita caratterizzata da un semiasse maggiore pari a 2,4758956 UA e da un'eccentricità di 0,1786719, inclinata di 4,20409° rispetto all'eclittica.